# 14627 Emilkowalski
14627 Emilkowalski è un asteroide della fascia principale. Scoperto nel 1998, presenta un'orbita caratterizzata da un semiasse maggiore pari a 2,5993187 UA e da un'eccentricità di 0,1505684, inclinata di 17,73287° rispetto all'eclittica.
L'asteroide è dedicato ad Emil Kowalski che fece appassionare lo scopritore in giovane età all'astronomia.